# フルメンタリイ

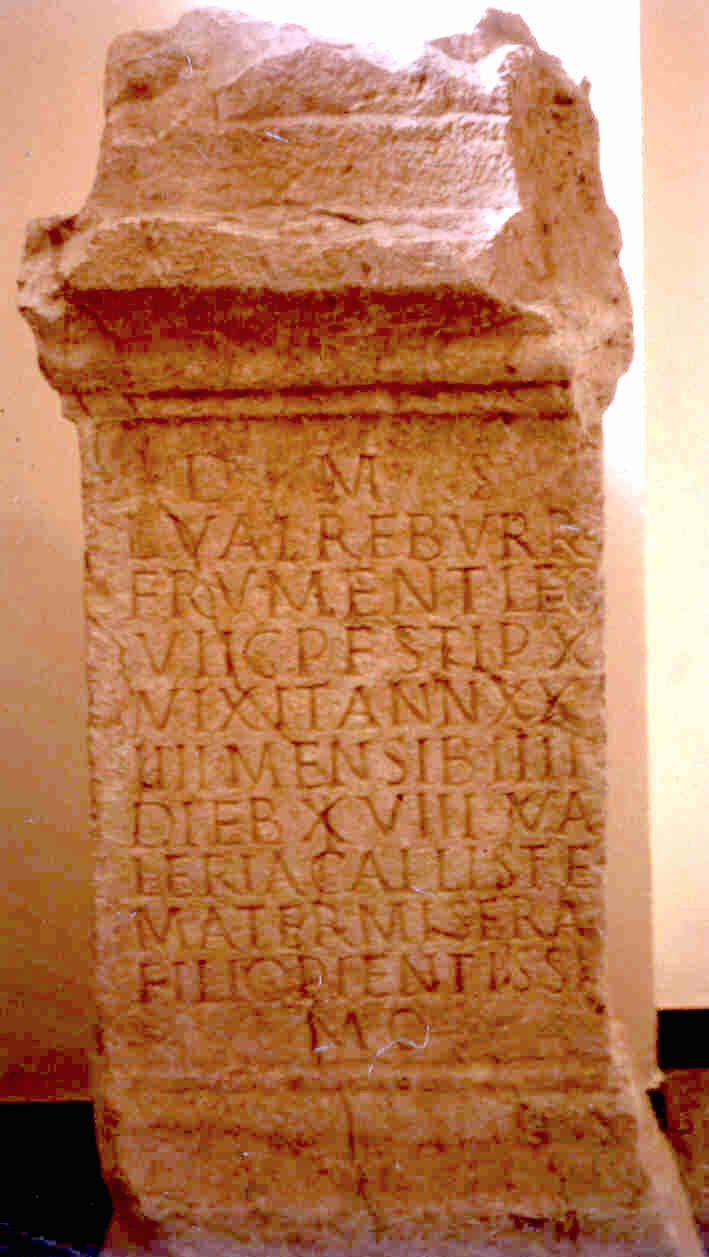
第VII軍団ゲミナによるフルメンタリイに関する碑文

フルメンタリイ（ラテン語: frumentarii）またはフルーメンターリイは、古代ローマ軍において軍警察および秘密警察として扱われていた情報機関。
彼らはもとは配送担当として任務に就いていたが、やがては諜報機関へと発展していった。フルメンタリイの本部はペレグリナ城塞に置かれ、ペレグリノルム長官の管理下にあった。やがて民衆の間での評判悪化を招き、ディオクレティアヌスの治世に解散した。

## 歴史
内通やスパイといった手段は長年のあいだローマ軍団や駐留軍で常用されてきたものの、組織化されてはいなかった。それはとくにローマのような、権謀術数が渦巻く都市ではなおさらのことだった。フルメンタリイが結成されたのはドミティアヌスの時代だと推定されているが、その後の紀元2世紀の初頭になって初めて記録に登場する。創設時、本部はカエリウスの丘にあるペレグリナ城塞に置かれたが、トラヤヌスはのちにその拠点をローマ中心部に集めた。当初の彼らの任務は、軍団に穀物を供給することや、帝国中枢と属州との間での文書の配達、および徴税であった。
時代が下ってフラウィウス朝の時代ののち、フルメンタリイは警察組織へと変化していった。彼らは下士官として、親衛隊とともに民衆を取り締まる任務に当たった。この頃の組織は軍の一部に属しており、人員は軍団の中から採用された軍団兵で構成されていた。そして紀元2世紀までの帝国領土の拡大に伴い、広範囲な諜報機関の必要性に迫られた。しかしいかに皇帝といえども、遠い属州のローマ市民たちをスパイすることが明らかな組織を新しく創設することははばかられた。そしてハドリアヌスがそこに妥協策を見出した。彼は、フルメンタリイがその職務の性質上、多くの現地の市民たちや住人たちと接することができ、特定の範囲についての多くの情報を得ることができるという点を利用し、彼らに諜報機関としての任務を与えた。またその他にも彼らは、採掘現場の監督や警備にあたった可能性も指摘されている。
彼らは古代ローマにおいて、秘密警察や諜報機関としての役割を担っていた。皇帝は、友、家族、役人、兵士に関する情報を収集するために彼らを用いていた。また皇帝は、彼らを暗殺にも用いていた。貧困層の住民たちは虚偽や恣意的な理由でフルメンタリイに拘束されることに不満を抱いており、彼らは暴虐非道な「疫病」であるとみなされていた。こういった不満が高まった結果、ディオクレティアヌスの治世である紀元312年には組織が解散された。その後フルメンタリイの担っていた機能はアゲンテス・イン・レブス（en:Agentes in rebus、郵便と警察事業を兼ねた駅制管理官）に引き継がれた。
フルメンタリイは、上級百人隊長に相当しプラエフェクトゥス・プラエトリオの部下に当たるペレグリノルム長官によって指揮されていた。副長官の任にはペレグリノルム副長官があたり、フルメンタリイに所属する他の人員はすべて、ペレグリノルム補佐（オプティオ・ペレグリノルム）やカナリクラリウス、および城塞按察官（アエディリス・カストロルム）などに任ぜられた。帝国各属州内でのフルメンタリイへの指揮は、クーラーティオ・フルメンタリイが担当した。またフルメンタリイは、地方総督府での領事職にも就いていた。
また、フルメンタリイの担っていた役割を示すものとして以下の逸話が残されている。
（ハドリアヌスの）猜疑の目は自身の家族だけにとどまらず、その友人たちの家庭にも及び、彼は子飼いの諜報員たち（フルーメンターリオス）を用いて友たちの秘密を暴いていた。皇帝が友人たちについてたくさんのことを知っていたことを示すある逸話があるので紹介しよう。ある妻が夫に対し手紙を書き、そのなかで娯楽や入浴にかまけてばかりでなかなか帰宅しないことについて不平不満を訴えた。そしてハドリアヌスは、それについて諜報員を通じて知らされていた。その後、件の夫がハドリアヌスに対して休暇を求めた際に、皇帝は男が娯楽や入浴にかまけてばかりいることについて非難した。それを聞いた男は、「なんと、うちの妻があなたにも同じ手紙を書いたのですか？」と声をあげた。